# Verjaring
Verjaring in het burgerlijk recht betekent dat men door verloop van een door de wet bepaalde tijd in rechte iets verkrijgt, verkrijgende verjaring, of van een verbintenis wordt bevrijd, bevrijdende verjaring. De vordering dooft niet uit, maar is niet meer opeisbaar. Wanneer het gaat over verbintenissen spreekt van een natuurlijke verbintenis.
Daarnaast kan door verjaring een erfdienstbaarheid ontstaan: iets dat lang geduld is moet men blijven dulden.
Verjaring in het straf- belasting- of bestuursrecht betekent, dat men na verloop van een bij wet vastgelegde periode niet meer kan worden vervolgd of dat geen boete of straf meer kan worden opgelegd of ten uitvoer gelegd.
Verjaring als rechtsbeginsel is al bekend in de oudheid, bijvoorbeeld in de Codex Hammurabi van circa 1780 v. Chr.

## Verjaring in België

### Burgerlijk recht
In het burgerlijk recht of het handelsrecht houdt bevrijdende verjaring in dat de schuldenaar geen afdwingbare schuld of geen afdwingbare verbintenis meer heeft; de schuldeiser heeft dan geen vordering meer. De verbintenis zelf blijft overigens wel bestaan en wordt aangeduid als een natuurlijke verbintenis. Dat impliceert dat als de schuldenaar de verbintenis nakomt, omdat hij zich er niet van bewust is dat de vordering is verjaard, hij zijn prestatie uit onverschuldigde betaling niet kan terugvorderen.
Het burgerlijk recht kent ook de verkrijgende verjaring. De bezitter van een zaak die geen eigenaar is kan na verloop van een bepaalde tijd (10 jaar, 30 jaar) volledig en rechtmatig eigenaar worden. Het onderscheid tussen bevrijdend en verkrijgend is enigszins misleidend. De bezitter "verkrijgt" door verjaring maar wordt "bevrijd" van de teruggaveplicht aan de eigenaar. Bezit voor rekening van een ander, zoals in geval van huur, zaakwaarneming of vruchtgebruik doet echter de termijn voor deze verjaring niet lopen. Anderzijds komt zelfs aan de mogelijkheid om van de dief of zijn erfgenamen een zaak terug te vorderen ooit een einde.
Ten slotte kent men ook nog de kwijtende verjaringen. Deze laatste berusten op een vermoeden van betaling, en zijn enkel toepasbaar op de bijzondere gevallen die zich bevinden in de afdeling van het B.W. die gewijd is aan “enige bijzondere verjaringen”. Hij die beweert betaald te hebben draagt hiervan de bewijslast. Nochtans zou het onredelijk zijn om onbeperkt de bewijsstukken van een betaling bij te houden. De schuldenaar kan in die situaties louter door het inroepen van het verstrijken van de aangegeven korte verjaringstermijn, aan een concrete veroordeling tot betaling ontkomen. Hierin schuilt het kwijtend karakter van de verjaring). De kwijtende verjaring impliceert evenwel niet meer dan een louter vermoeden van betaling. Dit vermoeden kan in sommige omstandigheden buiten spel worden gezet (art. 2274 B.W.) of kan in de loop van een procedure door andere bewijsmiddelen worden overtroefd (art. 2275 B.W.).

### Strafrecht
Men moet het onderscheid maken tussen de verjaring van de strafvordering (is de strafvordering verjaard, dan kan men niet meer vervolgd worden/voor de rechtbank worden gebracht) en de verjaring van de straf (is er wel een straf uitgesproken door de rechter, maar is deze verjaard, dan kan deze straf niet meer worden uitgevoerd).

### Belastingrecht
In het fiscaal recht betekent dit dat men na het verstrijken van de aanslagtermijn niet meer kan belast worden: de termijn waarbinnen de belasting kan geheven of ingevorderd worden, is verstreken. Aanslagtermijnen zijn vervaltermijnen, wat betekent dat ze niet geschorst of gestuit kunnen worden (zelfs niet indien de laatste dag op zaterdag, zondag of op een feestdag valt).
Samengevat: door het verstrijken van de aanslagtermijn verjaart de verschuldigde belasting.
In het de inkomstenbelastingen wordt een onderscheid gemaakt tussen:
1. de gewone aanslagtermijn,
2. buitengewone of verlengde aanslagtermijnen, en
3. bijzondere aanslagtermijnen.

Er moet eerst en vooral een onderscheid worden gemaakt tussen het inkomstenjaar (synoniem: belastbaar tijdperk) en het aanslagjaar. Het eerste is het jaar waarin het inkomen effectief werd verkregen, terwijl het aanslagjaar het daaropvolgende jaar is. Bijvoorbeeld: Jan verdient in 2022 € 22.000 aan beroepsinkomsten. Het inkomstenjaar/belastbaar tijdperk is dan 2022, terwijl het aanslagjaar 2023 is.

#### Gewone aanslagtermijn
De gewone aanslagtermijn is in normale situaties van toepassing, d.w.z. in de situatie dat de belastingplichtige tijdig een correcte/geldige belastingaangifte indient die aan alle vormvoorwaarden voldoet.
In deze hypothese bedraagt de aanslagtermijn 18 maanden vanaf 1 januari van het aanslagjaar. Dat wil bijvoorbeeld zeggen dat de fiscus voor het inkomstenjaar 2022 de tijd heeft vanaf de ontvangst van de aangifte in 2023 tot 30 juni 2024 om de belastingaanslag te vestigen.
Een andere regeling geldt in de vennootschapsbelasting in het geval een afwijkend boekjaar (d.w.z. dat het boekjaar niet begint op 1 januari en niet eindigt op 31 december). In dat geval heeft de fiscus 6 extra maanden, te rekenen vanaf de ontvangst van de aangifte, om de aanslag te vestigen.

#### Verlengde aanslagtermijnen
In sommige gevallen kan de gewone aanslagtermijn worden verlengd. In dat geval spreekt men van een verlengde of buitengewone aanslagtermijn.

##### 3 jaar
In de volgende gevallen bedraagt de aanslagtermijn drie jaar, te rekenen vanaf 1 januari van het aanslagjaar:
1. niet-aangifte
2. laattijdige aangifte
3. indien de verschuldigde belasting hoger is dan de belasting die blijkt uit de ingediende geldige aangifte
4. bij een fout in de aangifte, ook indien dit het bedrag van de verschuldigde belasting niet verandert: dit volgt uit een omstreden Cassatiearrest van 2 december 2016.

Voor vennootschappen met een afwijkend boekjaar wordt de termijn verlengd met de periode die is verlopen tussen 1 januari van het aanslagjaar en de datum van afsluiting van het boekjaar in hetzelfde jaar.

##### Verlenging bij bezwaar
Indien de belastingplichtige binnen de hierboven besproken driejarige termijn bezwaar indient tegen de belastingaanslag, wordt de aanslagtermijn verlengd met een periode die verlopen is tussen het indienen van het bezwaarschrift en de beslissing over het bezwaar (bijvoorbeeld: indien de behandeling van het bezwaarschrift 3 maanden en 2 dagen duurt, wordt de aanslagtermijn ook met 3 maanden en 2 dagen verlengd). Maximaal mag deze verlenging zes maanden bedragen.

##### 7 jaar
De hierboven besproken driejarige termijn wordt met vier jaar verlengd (dus in totaal zeven jaar) in geval van een schending van de fiscale wetgeving, begaan met bedrieglijk opzet of met het oogmerk om te schaden. Het gaat hier onder meer over belastingontduiking/belastingfraude. Het bedrieglijk opzet of het oogmerk om te schaden moet ruimer worden begrepen dan het loutere opzet om belasting te ontduiken. De aanslagtermijn van zeven jaar geldt voor de hele aanslag en niet enkel voor de inkomensbestanddelen die frauduleus zijn.
Voor vennootschappen met een afwijkend boekjaar geldt dezelfde verlengingsregel als bij de driejarige termijn.

##### 10 jaar
De hierboven besproken driejarige termijn wordt met zeven jaar verlengd (dus in totaal tien jaar) wanneer de belastingplichtige gebruik maakt van juridische constructies in een land met lage belasting die ertoe strekken de herkomst of het bestaan van het vermogen te verhullen en bovendien de fiscale wetgeving wordt geschonden.
Het begrip "land met lage belasting" wordt gedefinieerd in artikel 307, § 1/2, derde lid WIB.92.

#### Bijzondere aanslagtermijn
In sommige gevallen doet een bepaalde gebeurtenis een nieuwe aanslagtermijn ontstaan, zelfs wanneer de gewone of verlengde aanslagtermijnen zijn verstreken en zelfs wanneer er geen initiële aanslag werd gevestigd.

##### 3 maanden
Een nieuwe aanslagtermijn van 3 maanden begint te lopen wanneer een eerdere aanslag nietig wordt verklaard door de fiscus zelf.

##### 6 maanden
Een nieuwe aanslagtermijn van 6 maanden begint te lopen wanneer een eerdere aanslag nietig wordt verklaard door de rechter.

##### 12 maanden
Een nieuwe aanslagtermijn van 12 maanden begint te lopen wanneer:
1. een onderzoek naar de toepassing van de inkomstenbelasting uitwijst dat de regels met betrekking tot de roerende voorheffing of bedrijfsvoorheffing werden overtreden in een van de vijf jaar voorafgaand aan de vaststelling
2. een rechtsvordering uitwijst dat belastbare inkomsten niet aangegeven werden in een van de vijf jaren voorafgaand aan het jaar waarin de vordering ingesteld werd
3. bewijskrachtige gegevens uitwijzen dat belastbare inkomsten niet werden aangegeven in een van de vijf jaren voorafgaand aan het jaar waarin de fiscus kennis kreeg van die gegevens
4. uit een procedure tot onderling overleg blijkt dat bijkomende belastingen verschuldigd zijn in België.

##### 24 maanden
Een nieuwe aanslagtermijn van 24 maanden begint te lopen wanneer een buitenlandse belastingadministratie gegevens overmaakt aan de Belgische fiscus waaruit blijkt dat belastbare inkomsten niet werden aangegeven in België in een van de vijf jaren voorafgaand aan het jaar (zeven jaar in geval van bedrieglijk opzet) waarin de gegevens door de Belgische fiscus werden bekomen.

### Verjaringstermijnen

#### Burgerlijk recht
- Zakelijke rechtsvorderingen: (blijft) 30 jaar (ook na de wijzigingswet van 1998, art. 2262 BW)
- Persoonlijke rechtsvorderingen: in beginsel 10 jaar (art. 2262bis, §1 BW), behalve in bepaalde gevallen. Bijvoorbeeld: bij aansprakelijkheid uit onrechtmatige daad: 5 jaar vanaf kennis van de schade en/of verzwaring daarvan met een globaal maximum van 20 jaar (art. 2262bis, §1, tweede en derde lid BW).
- Facturen voor water, gas, elektriciteit en telecom: vijf jaar (artikel 2277, tweede lid BW)

#### Strafrecht
| Soort misdrijf                                                             | Verjaring strafvordering | Verjaring straf |
| -------------------------------------------------------------------------- | --- | --------------- |
| Overtreding                                                                | 6 maanden | 1 jaar          |
| Verkeersovertreding                                                        | 1 jaar (uitzonderingen: rijden onder invloed van alcohol of drugs, zonder rijbewijs, vluchtmisdrijf: 3 jaar; aanrijding met gewonden of doden, zonder verzekering: 5 jaar) | 1 jaar          |
| Gecontraventionaliseerd wanbedrijf                                         | 1 jaar | 5 jaar          |
| Wanbedrijf (< 3 jaar)                                                      | 5 jaar | 5 jaar          |
| Wanbedrijf (+ 3 jaar)                                                      | 5 jaar | 10 jaar         |
| Gecorrectionaliseerde misdaden                                             | 5 jaar (uitzondering: zedenmisdrijven 10 jaar) | 20 jaar         |
| Misdaden                                                                   | 10 jaar | 20 jaar         |
| Niet-correctionaliseerbare misdaden                                        | 15 jaar | 20 jaar         |
| Uitzonderingen (bijvoorbeeld genocidewet of verkrachting op minderjarigen) | onverjaarbaar |                 |

### Stuiting en schorsing
Verjaring kan gestuit of geschorst worden. Stuiten betekent dat de verjaringstermijn helemaal van nul af aan opnieuw begint te lopen; schorsen betekent dat de termijn voor een zekere tijd onderbroken wordt en na de schorsing verder loopt voor het resterende gedeelte.

## Verjaring in Nederland

### Burgerlijk recht
Verjaring in het vermogensrecht is geregeld in Boek 3 van het Nederlandse Burgerlijk Wetboek, art. 99 - 106 en art. 306 - 326, met onder meer:
Artikel 99: Rechten op roerende zaken die niet-registergoederen zijn, en rechten aan toonder of order worden door een bezitter te goeder trouw verkregen door een onafgebroken bezit van drie jaren, andere goederen door een onafgebroken bezit van tien jaren.
Artikel 306: Indien de wet niet anders bepaalt, verjaart een rechtsvordering door verloop van twintig jaren.
Zolang een schuldeiser herinneringen blijft sturen, verjaart een vordering niet. Doet hij dit niet, dan is
het uitgangspunt een wettelijke verjaringstermijn van 20 jaar. Bij consumentenkoop en energielevering geldt echter een termijn van twee jaar. Rechters controleren verjaring niet (altijd) ambtshalve, dus de schuldenaar moet zelf met dit verweer komen.
Artikel 3:310 Bw bepaalt dat een rechtsvordering tot vergoeding van schade of tot betaling van een bedongen boete verjaart 5 jaar nadat de benadeelde zowel met de schade of de opeisbaarheid van de boete als met de daarvoor aansprakelijke persoon bekend is geworden, en in ieder geval 20 jaar na de gebeurtenis waardoor de schade is veroorzaakt of de boete opeisbaar is geworden, met de volgende uitzondering: indien de gebeurtenis waardoor de schade is veroorzaakt een strafbaar feit oplevert waarop de Nederlandse strafwet toepasselijk is, verjaart de rechtsvordering tot vergoeding van schade tegen de persoon die het strafbaar feit heeft begaan niet zolang het recht tot strafvordering niet door verjaring of door de dood van de aansprakelijke persoon is vervallen.
Indien een Europese Richtlijn niet juist is geïmplementeerd (verwerkt) in de Nederlandse wetgeving is daarmee sprake van een onrechtmatige daad van de Staat. Zo werd de Databankenrichtlijn niet juist verwerkt in de Nederlandse wet. Niet alleen het invoeren van de onjuiste wetgeving eind jaren 90 maar ook het in stand houden van die onjuiste wet tot 2014 is onrechtmatig. In een zaak van de Telegraaf tegen de staat over de zogeheten “geschriftenbescherming” van tv-programmagegevens bepaalde de Hoge Raad dat, ook al was de onrechtmatige wet uit de jaren 90, er deels geen sprake was van verjaring en de bij de Staat over de vijf jaar voorafgaand aan de aansprakelijkstelling uit 2012.

### Strafrecht
In het strafrecht betekent dit, dat men voor een daad niet meer kan worden vervolgd of gestraft; de wettelijk vastgelegde termijn waarbinnen de strafvordering kan worden ingesteld, of waarbinnen de straf kan worden uitgevoerd, is verstreken.
De verjaringstermijnen bedragen:
| Maximale straf                                                  | Verjaring Europees Nederland art. 70 Sr | Verjaring Caribisch Nederland art. 72 Sr BES |
| --------------------------------------------------------------- | --------------------------------------- | -------------------------------------------- |
| Overtredingen                                                   | 3 jaar                                  | 2 jaar                                       |
| Geldboete, hechtenis of gevangenisstraf van drie jaar of minder | 6 jaar                                  | 6 jaar                                       |
| Tijdelijke gevangenisstraf van meer dan drie jaar               | 12 jaar                                 | 12 jaar                                      |
| Tijdelijke gevangenisstraf van acht jaar of meer                | 20 jaar                                 | 12 jaar                                      |
| Twaalf jaar of meer gevangenisstraf                             | geen verjaring                          | 18 jaar                                      |

De termijn van verjaring begint op de dag nadat het strafbare feit is gepleegd, of in sommige gevallen later. Zo begint bijvoorbeeld de termijn bij een zedendelict met een minderjarig slachtoffer bij het meerderjarig worden van het slachtoffer.
Zoals uit de tabel blijkt kunnen de volgende misdrijven in Europees Nederland niet verjaren:
- misdrijven waarop een levenslange gevangenisstraf staat (zoals moord);
- misdrijven met een gevangenisstraf van 12 jaar of meer (zoals verkrachting, mensensmokkel en doodslag).

Daarnaast is in Sr. 70 lid 2.2 geregeld dat een aantal zedenmisdrijven tegen personen die de leeftijd van achttien jaren nog niet bereikt hadden op het moment van plegen en waarop een straf van acht jaar of meer geëist kan worden, eveneens niet verjaart.

#### Oude gevallen
Bij wetswijzigingen waarbij de verjaringstermijn verlengd wordt is steeds bepaald dat deze ook geldt voor zaken die al hebben plaatsgevonden, behalve zaken die al verjaard waren. Het huidige art. 70 Sr geldt dus voor nu gepleegde misdrijven. Voor in het verleden gepleegde misdrijven moet de wetsgeschiedenis worden geraadpleegd.

#### Stuiting
Elke daad van strafvervolging stuit de verjaring (art. 72 Sr).

### Belastingrecht
In het belastingrecht moet worden onderscheiden tussen verjaring en navordering. Bij verjaring mag de Belastingdienst na verloop van een bij wet vastgelgede periode een belastingschuld niet meer innen. Bij navordering gaat het om de vraag: wanneer mag de Belastingdienst geen aanslag meer opleggen?
De verjaring van aanslagbelastingen (inkomsten-, vennootschaps-, schenk-, erf- en overdrachtsbelasting) is geregeld in art. 16 Algemene wet inzake rijksbelasting (AWR) en beloopt 5 jaar.
De verjaring van aangiftebelasting (loon-, omzet-, dividend-, kansspelbelasting, accijnzen, autobelastingen en milieuheffingen) is geregeld in artikel 20 AWR. Een naheffingsaanslag mag niet mer worden opgelegd na verloop van 5 jaar na het kalenderjaar waarin de belastingschuld is ontstaan of de teruggaaf is verleend.
De hiervoor benoemde termijnen kunnen worden verlengd indien er een informatiebeschikking is opgelegd.